# Sint-Bavokerk (Sint-Baafs-Vijve)

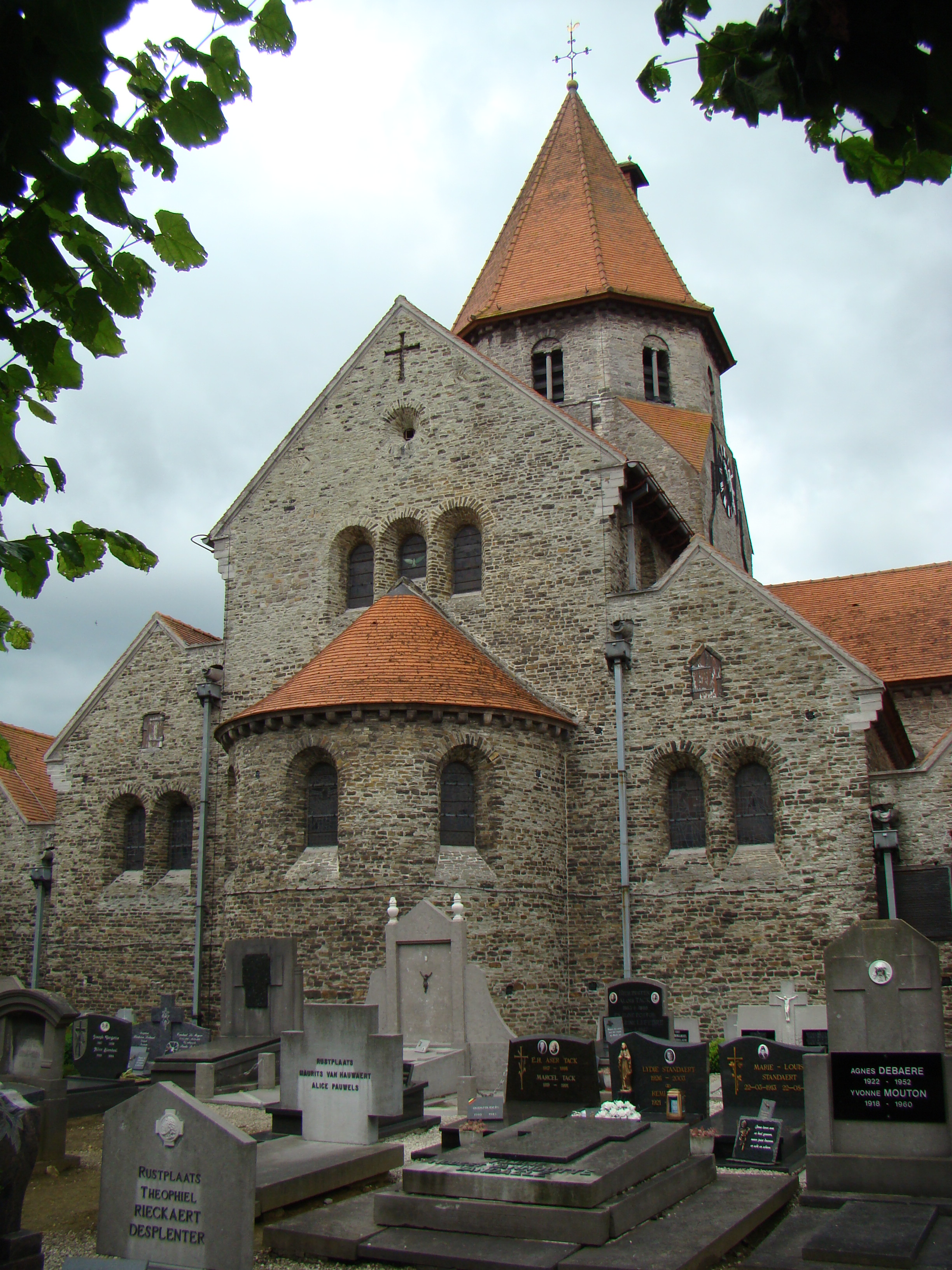
Sint-Bavokerk

De Sint-Bavokerk is de parochiekerk van de tot de West-Vlaamse gemeente Wielsbeke behorende plaats Sint-Baafs-Vijve, gelegen aan de Sint-Bavostraat.

## Geschiedenis
In 1141 werd voor het eerst melding gemaakt van een kerkgebouw in Sint-Baafs-Vijve. Het patronaatsrecht werd toen toegekend aan de Sint-Maartensabdij van Doornik. De betreffende kerk werd vermoedelijk in de eerste helft van de 12e eeuw opgetrokken en ligt vlak bij de Leie, wat de aanvoer van bouwmaterialen eenvoudiger maakte. In de 15e of 16e eeuw werden de lage, romaanse scheibogen vervangen door hoge, gotische bogen.
Einde 16e eeuw had de kerk te lijden onder de godsdienstoorlogen en raakte in verval. Pas kort na 1613 werd de kerk hersteld. Einde 17e eeuw en gedurende de 18e eeuw werd de kerk meermalen hersteld en verbouwd. Van 1770-1780 werd de kerk ingrijpend verbouwd en bleef enkel de vieringtoren en het transept van de oorspronkelijke kerk behouden.
In 1910 begon men met de bouw van een nieuwe kerk, naar ontwerp van Henri Vanden Broucke. Er ontstond nu een neoromaans bouwwerk. De vieringtoren en de muren van het transept bleven behouden. Men hield de, door opgravingen verkregen, afmetingen van de oorspronkelijke romaanse kerk aan, maar met een uitbreiding aan de westzijde en een groter koor.
De Eerste Wereldoorlog bracht vertraging in de bouw. Er werden in het gebouw vluchtelingen opgevangen en later gebruikten de Duitsers de kerk als paardenstal. Pas in 1921 kon de nieuwe kerk worden ingezegend.
In mei 1940 liep de kerk zware schade op. Vooral de zuidelijke zijbeuk, de toren en het koor liepen zware schade op.

## Gebouw
Het betreft een neoromaanse driebeukige kruisbasiliek van 1910-1921. De achtkante vieringtoren en de transeptmuren zijn 12e-eeuws. Het vlak afgesloten koor heeft een halfronde apsis. De kerk is opgetrokken in Beernemse veldsteen en Doornikse blauwe hardsteen. In de top van de westgevel bevindt zich een gevelversiering bestaande uit een driehoek, gevuld met driehoeken.

## Interieur
Het kerkmeubilair is hoofdzakelijk neoromaans uit 1922-1929. Er is een 13e-eeuws houten processiekruis en een 17e-eeuws beeld van Sint-Bavo.

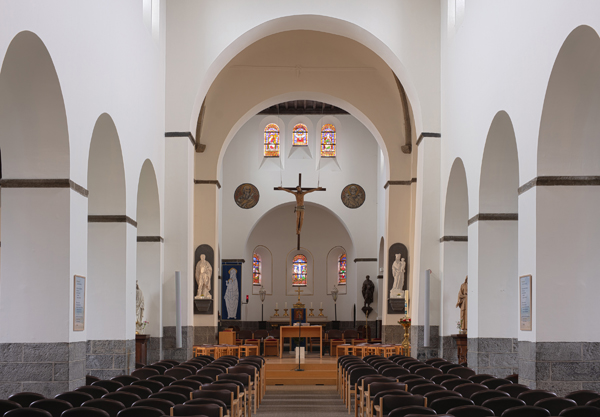
Interieur
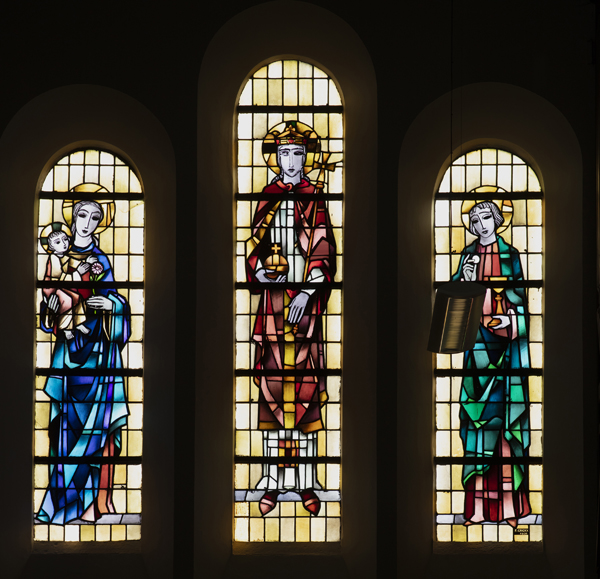
Glasramen door Frans Crickx
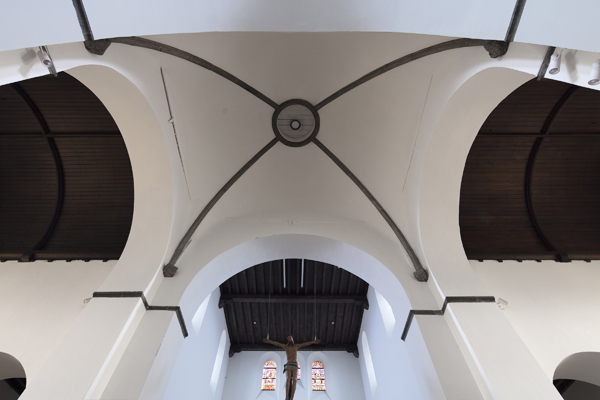
De kruising
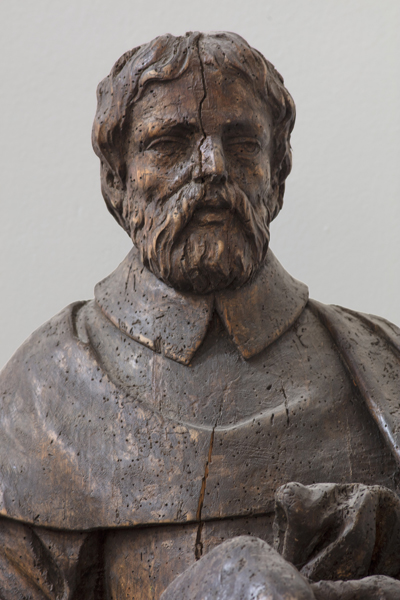
Beeld van St. Bavo (17e eeuw)
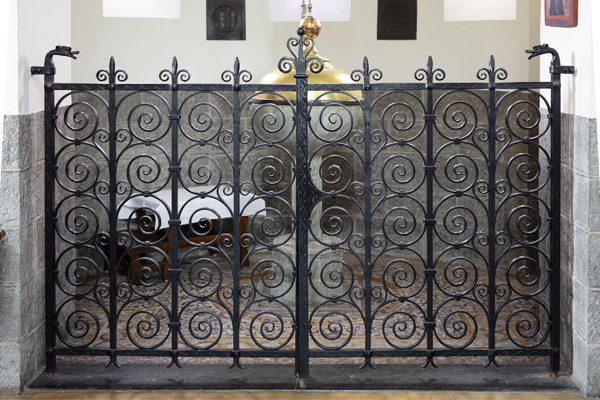
Doopkapel

## Kerkhof
Zie Kerkhof van Sint-Baafs-Vijve.